# Розроблення розсипних родовищ

Розро́блення розсипни́х родо́вищ (рос. разработка рассыпных месторождений, англ. placer mining; нім. Seifenbetrieb m, Seifenbau m, Seifenausbeutung f) — ведення добувних робіт на розсипних родовищах. Виконуються відкритим і підземним способами. Відкрите розроблення розсипів — найпоширеніший спосіб, що забезпечує максимальну повноту виїмки корисних копалин, безпеку робіт, можливість використання потужної техніки. Застосовується при глибині залягання розсипу до 12–50 м. У залежності від виду обладнання, що застосовується, розрізнюють варіанти відкритого розроблення (рис. 1 — 3): бульдозерну, екскаваторну, екскаваторно-бульдозерну, скреперну, гідравлічну (див. гідромеханізація). Особливу специфіку має дренажне розроблення розсипів.

## Відкрите розроблення
Комплекс процесів, що входять у відкрите розроблення, загалом включає:
- зняття рослинного шару, планування поверхні і ін. за допомогою бульдозерів, скреперів;
- підготовчі роботи (відкриті гірничо-підготувальні роботи) — осушення, розкриття розсипу, розкривні роботи, відвалоутворення;
- видобувні роботи;
- відновлення поверхні (рекультивація).

## Закрите розроблення
Підземне розроблення розсипних родовищ потребує більших трудових і матеріальних витрат і економічно ефективна лише на відносно великих глибинах. Доцільність її застосування в кожному випадку визначається на основі техніко-економічних розрахунків. Мінімальні глибини, що регламентуються, складають для мерзлих розсипів 8 м, для талих — 20–30 м. Максимальні глибини перевищують 100 м; існує тенденція до збільшення цього параметра. Провідне місце підземний спосіб займає при розробленні розсипів багатолітньомерзлих. Розкривають мерзлі розсипи похилими або вертикальними стовбурами. Проведення виробок і відбійку г.п. виконують буропідривним способом. У залежності від розмірів шахтного поля, стійкості порід, потужності пласта пісків застосовують суцільні і камерні системи розроблення. Застосування суцільних систем ефективне у стійких породах при невеликих розмірах шахтних полів.